# Mosor
A Mosor egy tengerparti hegység Horvátországban, Dalmácia területén. A Dinári-hegység része. 

## Fekvése
A Mosor Dalmácia középső részén, Horvátországban. A spliti tengerparttal párhuzamos irányban húzódik északnyugatról Splittől és a Kliški hágótól (360 m tengerszint feletti magasságban), egészen a délkeleten fekvő Cetina-folyóig.

## Nevének eredete
A Mosor név eredetileg az ősi latin „Mons Massarum” névből származik. Ennek eredete egy latinosított illír szó, amely az illír „mol” (= domb) és „sor” (= forrás) szavakból származik. Az ókori görög név „Massaron Oros”.

## Leírása
A hegység mészkő összetételű, rengeteg besüppedést és barlangot tartalmaz. Leginkább kopár vagy alacsony növényzetű. A Mosorban bauxitlelőhelyek találhatók. A legmagasabb csúcs a Veliki Kabal (1339 m). A főgerinc további kiemelkedő pontjai a Vickov stup (1325 m), a Sveti Jure (1319 m) csúcsa, amelynek tetején az azonos nevű kápolna található, a Debelo brdo (1044 m), mely a Mosor legnyugatibb kiemelkedő csúcsa és mások.
A Mali Mosor egy alacsonyabb hegy, amely Poljica felső részén, a Mosor-hegy északi oldalán található. A legmagasabb csúcs a Visoki umac, 695 m. Mali Mosor északnyugati oldalán található Liska falu. Nyugatra Kotlenice falu, tőle északra Bisko falu, tőle keletre pedig Donji Dolac falu található. Délre a híres Vranjača-barlang található.
A Mosor fő tömbjei és a legmagasabb csúcsok:
- Nyugati rész: Debelo brdo (1044 m) – Plišivac (1053 m)
- Középső rész: Ljubljana (1262 m) – Vickov stup (1325 m) – Kabal (1339 m)
- Keleti rész: Botajna (1196 m) – Kozik-Sveti Jure (1319 m) – Kupinovac (1002 m) – Lišnica (950 m)

Mosor legmagasabb csúcsa az 1339 m magas Veliki Kabal, más néven Ljuti kamen. A csúcs viszonylag nagy magassága ellenére könnyen megközelíthető a túrázók és rekreációs szakemberek számára. Több irányból is elérhető és a mászás a választott útvonaltól függően 2-4 órát vesz igénybe. A legtetején fából készült keresztet emeltek, amely alatt beton padokat és pihenőasztalokat helyeztek el.
A hegység egyik legnépszerűbb csúcsa a Vickov stup (1325 m), amelyen az Umberto Girometta hegyi menedékház található. A Vickov Stup menedékház egy 2 m átmérőjű, 3 m magas, tízszögű torony, mely acéllemezekből áll, acélkötelekkel van rögzítve a környező sziklákhoz, hogy a szél ne sodorja el. Egyszerre kilenc hegymászó ülhet benne és menekülhet meg a vihar elől. Nagy lelkesedéssel építették az akkori Arsenal, a Brodosplit Munkás Sportegyesület (ma Hegymászó Klub Split) hegymászó részlegének tagjai 1952-ben. Nevét Vicko Krstulovićról, spliti hajógyári munkásról, forradalmárról, partizánról, a második világháború utáni első horvát belügyminiszterről kapta. 

## Barlangok
A Mosoron és a hegy lábánál számos barlang és kőfülke található:
- Vranjača-barlang
- Malo Razdolje-barlang
- Miličevića-barlang
- Snižnica-barlang
- Ledenica-barlang
- Javorska 1-barlang
- Javorska 2-barlang
- Strmička jama 1-barlang
- Strmička jama 2-barlang
- Gajina jama-barlang
- Đuderina jama-barlang

## Vizei
A Jadro (latin Iader) Klissza környékén fakad és Solin városán folyik át. Forrása Split városától mintegy 9 kilométerre a Mosor-hegy lábánál Klissza község területén található, majd átfolyik a Solini mezőn. A Jadro 4,5 km hosszú, nincs mellékfolyója, de rendkívül bővízű, Split, Kastela és Trogir felé szállítja a vizet. Az Adriai-tengerbe ömlik a Kaštela-öböl területén. A Jadra endemikus faja dalmát pisztráng, amely jelenleg veszélyben van.
A Jadra-folyó forrását az ókorban vízellátáshoz használták. Vízvezetékeken keresztül a római Salonát és a Diocletianus-palotát is ellátta. A Jadro nevéből származik az Adriai-tenger neve.
Jelentősége és a régi horvát történelem eseményei miatt horvát Jordánnak is nevezik. Itt található a Gospin-sziget, ahol a horvát történész és régész, Don Frane Bulić (1846-1934) számos ó-horvát leletet fedezett fel, köztük egy Jelena királynő (976) szarkofágján található, epitáfumos töredékeket, amelyek fontosak a középkori horvát történelem kronológiájának meghatározásához, valamint a Trpimirović-dinasztia történetéhez.
A Žrnovnica egy rövidebb karsztfolyó, amely a Mosor lábánál fakad, és Split-Dalmácia megyén folyik át. A helyiek Ríkának hívják. A folyó teljes hossza 4800 méter. A Žrnovnica egy gyorsfolyású folyó, kisebb vízesésekkel és sok zuhataggal. Átfolyik az azonos nevű helységen, és Stobreč közelében ömlik a tengerbe, Splittől néhány kilométerre Omiš irányában. Felső folyásán Žrnovnica áthalad egy szurdokon, amely az emberek számára nehezen hozzáférhető, így ez a rész a leginkább érintetlen. A folyó alsó partján sétányt építettek, a part többi részét pedig fűzfákkal és fügefákkal, valamint kevés vízi növényzettel telepítették be. Felső részén, a leggyakoribb kaliforniai pisztránggal és angolnával együtt él a fokozottan veszélyeztetett dalmát pisztráng (Salmothymus obtusirostris salonitana). A folyó alsó része kedvezőtlen a dalmát pisztrángok számára, de megfelelő az angolna és a kaliforniai pisztráng populációjának. A dalmát pisztráng a Žrnovnica folyó különlegessége, mely a Jadro folyóval együtt az utolsó élőhelye ennek a veszélyeztetett endemikus fajnak.
A hegységben található egyéb források:
- Živica-forrás
- Sedernik-forrás
- Ljuvač-forrás
- Studenac-forrás
- Trpošnjik-forrás

## Növényvilág
A Mosor flórája több zónára oszlik. A lábánál mediterrán kultúrákat és örökzöld növényzetet találunk (egyvirágú kiskörtike, pisztácia, jeneszter, mirtusz, boróka). 1000 m magasságig gyertyános öv található, amelyen a molyhos tölgy, a virágos kőris, a francia juhar, a sajmeggy, a pisztácia és a som is megnő. A legmagasabb övben a gyertyán a Mosor tetejéig ér, de van még itt kőris, tiszafa, hegyi juhar, nyárfa, boroszlán és hegyi szil is. A legmagasabb területeken csak az erdő maradványai láthatók. Itt a zsálya, a szalmagyopár és az üröm különleges varázst kölcsönöz kopárságnak.

## Állatvilág
A Mosor vadvilága sokféle. Számos váratlan leletet találtak a Mosorban, például a barlangi vakgőte (Proteus anguinus), amelyet 1979-ben találtak meg a Dugopolje közelében lévő Đuderina jamában, valamint az endemikus mosori gyíkot (Lacerta mosorensis Kolombatović), amely magasabb területeken él.
Számos kígyó és gyíkfaj található itt, mint például a hegyesfejű gyík, a tengeri gyík, a közönséges zöldgyík, a fali gekkó, a páncélos seltopuzik, a homoki vipera, a korallkígyó, a macskakígyó, a montpellier kígyó, a leopárdsikló, a balkáni haragossikló és a vízisikló.
A viszonylag kisszámú kétéltű közül a sárgahasú unka (Bombina variegata) és a foltos szalamandra található itt, de mindig a víz közelében. A rágcsálók közül megtalálhatók: a sziklaegér, az erdei egér, a pele és barna cickány. Nyúl, borz, vadászgörény, róka, menyét, nyest, farkas, vaddisznó, muflon és zerge él még itt a mosori vadon élő állatokból.
A madárfajok közül a fogoly, a fácán, a havasi csóka, a holló, a gyöngybagoly, a sólyom, a héja és a kígyászsas található meg.